# Punk Rock Rarities
Punk Rock Rarities ist eine Kompilation der Punk-Band The Boys. Sie wurde 1999 von Captain Oi! Records veröffentlicht.

## Entstehungsgeschichte
Im Rahmen der Neuveröffentlichung sämtlicher Alben von The Boys zwischen der Gründung 1976 und der Auflösung 1980, beschloss Captain Oi! Records eine Kompilation mit raren und bisher unveröffentlichten Aufnahmen zu veröffentlichen. Mark Brennan, Gründer und Hauptverantwortlicher von Captain Oi! Records, kümmerte sich persönlich um die Auswahl der Stücke. Insbesondere die bisher unveröffentlichten Aufnahmen des Albums To Hell with the Boys, die wesentlich härter als das Endprodukt ausfielen und Gegenstand zahlreicher Bootlegs waren, zählen zum Herzstück der Kompilation. In den Liner Notes der Kompilation erklärt Matt Dangerfield, Gitarrist und Sänger der Boys, das Zustandekommen der einzelnen Stücke.

## Titelliste
1. The First Time (Extended Version) – 2:55
2. I Don’t Care (Original Single Version) – 2:35
3. Soda Pressing (Original Single Version) – 2:48
4. Don’t Move Stand Still (Demo) – 2:31
5. No Leaders (Demo) – 2:32
6. Cool (Demo) – 3:06
7. Independent Girl – 3:54
8. Lucy – 2:59
9. See You Later – 3:08
10. Flies – 2:42
11. Almost Persuaded – 3:38
12. Jap Junk – 3:27
13. Rue Morgue – 3:36
14. I Love Me – 2:24
15. Mumy – 2:51
16. Bad Day –	3:44
17. Lonely Cowboy – 3:43
18. Kamikaze (Original Single Version) – 3:09
19. Terminal Love (Original Single Version) – 3:30
20. Jimmy Brown – 3:20
21. Little Runaround – 3:06
22. Walk My Dog – 3:00

## Songinfos
Rue Morgue, See You Later, Lonely Cowboy, Bad Day und Independent Girl stammen aus den sogenannten Junk-Sessions. Diese galten einige Jahre als verschollen, da NEMS, die damalige Plattenfirma der Boys, sich weigerte, die Studiokosten in Rockfield zu übernehmen. Dangerfield hatte sich jedoch vorher die Monitormixe gesichert und einbehalten. Ein Teil der damaligen Aufnahmen wurde bereits 1990 auf Odds & Sods veröffentlicht. Zu den Aufnahmen dieser Session gehört auch Jap Junk, eine frühe Version von Kamikaze, mit einem längeren Saxofon-Solo.
The First Time stammt vom ersten Album The Boys. Die auf dieser Kompilation veröffentlichte Version verfügt über einen neuen Vers und Refrain. Die Version war zu lange für eine Single und verschwand daher in den Archiven der Band.
I Don’t Care und Soda Pressing war die erste Single der Boys. Die Versionen auf ihrem Debütalbum wurden neu eingespielt und sind hier im Original zu hören.
Lucy war eines der ersten Boys-Lieder, wurde allerdings erst als B-Seite von Let It Rain das erste Mal aufgenommen.
Eine spätere Version von Flies wurde 1999 als Bonustrack für die Neuveröffentlichung von Alternative Chartbusters unter dem Titel Lies veröffentlicht.
Almost Persuaded ist ein Country-&-Western-Lied von Casino Steel, indem er versucht die Trennung von seiner damaligen Freundin zu verarbeiten.
I Love Me war die B-Seite der Terminal Love-Single. Das Ende basiert auf dem Rolling-Stones-Stück We Love You.
No Leaders ist ein Füllstück. Ein Teil des Stückes wurde im Lied Cast of Thousands auf Alternative Chartbusters verwendet.
Little Runaround ist ein Outtake des Boys-Only-Albums.